# Långtjärnen (Bergs socken, Jämtland)
Långtjärnen är en sjö i Bergs kommun i Jämtland och ingår i Indalsälvens huvudavrinningsområde.